# The Dream Chapter: Magic
The Dream Chapter: Magic là album phòng thu đầu tiên của nhóm nhạc nam Hàn Quốc TXT, được phát hành vào ngày 21 tháng 10 năm 2019 bởi Big Hit Entertainment. Album là phần tiếp theo của mini album đầu tiên The Dream Chapter: Star (2019). Album bao gồm tám bài hát, bao gồm bài hát chủ đề "9 and Three Quarters (Run Away)". Về mặt âm nhạc, album kết hợp nhiều thể loại khác nhau bao gồm R&B, Tropical house, acoustic pop và hip hop.
Về mặt thương mại, album này đã đứng đầu Bảng xếp hạng Album Gaon của Hàn Quốc, trở thành bản phát hành đứng đầu bảng xếp hạng thứ hai trong năm của TXT. Nó cũng đứng ở vị trí thứ ba trên bảng xếp hạng Billboard World Albums của Mỹ.

## Bối cảnh và phát hành
The Dream Chapter: Magic là album phòng thu đầu tiên của nhóm nhạc TXT. Nó theo sau EP đầu tay The Dream Chapter: Star được phát hành vào tháng 3 năm 2019. Vào ngày 1 tháng 10, một video giới thiệu đã được đăng trên YouTube, thông báo rằng nhóm sẽ phát hành album dài đầu tiên của họ vào ngày 21 tháng 10. Đoạn giới thiệu khái niệm chính thức đầu tiên cho album được phát hành vào ngày 3 tháng 10. Đoạn giới thiệu kết hợp đồ họa hai chiều sử dụng hiệu suất năng động của nhóm và ánh xạ chiếu để khuấy động bầu không khí bí ẩn. Sau trailer concept, hai bộ ảnh concept - phiên bản "Sanctuary" và "Arcadia" đã được phát hành. Phiên bản Sanctuary của đã được phát hành vào ngày 7 tháng 10, cùng với một bảng tâm trạng hiển thị các nam sinh trong trường. Phiên bản Arcadia, được phát hành một ngày sau đó khắc họa một chủ đề đen tối hơn. Cả hai phiên bản concept ảnh đều thể hiện khát vọng, ước mơ của các chàng trai. Vào ngày 11 tháng 10, danh sách ca khúc của album đầy đủ đã được phát hành, cùng với bìa album. Vào ngày 17 tháng 10, video teaser thứ hai cho album đã được phát hành trên trang web chính thức của nhóm tiết lộ bài hát chủ đề "9 and Three Quarters (Run Away)" và thể hiện một số màn trình diễn tràn đầy năng lượng của các thành viên. Vào ngày 18 tháng 10, nhóm đã phát hành một video xem trước của album trên trang web chính thức của họ. Vào ngày 21 tháng 10, The Dream Chapter: Magic đã được phát hành cùng với một video âm nhạc cho bài hát chủ đề của album "9 and Three Quarters (Run Away)".
Teaser cá nhân của các thành viên (Soobin, Yeonjun, Beomgyu, Taehyun, Huening Kai) đã được phát hành cho video âm nhạc của ca khúc acoustic pop "Magic Island" từ ngày 13 tháng 11 đến ngày 16 tháng 11. Video âm nhạc chính thức của "Magic Island" được phát hành vào ngày 17 tháng 11. Các đoạn teaser cá nhân của từng thành viên cũng đã được phát hành cho video âm nhạc của ca khúc "Angel or Devil". Video âm nhạc chính thức được phát hành vào ngày 28 tháng 11.

## Thành phần
Về mặt âm nhạc, album trải dài nhiều thể loại âm nhạc khác nhau, bao gồm R &amp; B, Tropical house, acoustic pop và hip hop. Album mở đầu bằng "một bản nhạc nghẹt thở, vui nhộn " của "New Rules" chuyển "thành phần điệp khúc theo điệu hò hét của nó và biến thành câu luyến láy đầy bẫy''. Bài hát chủ đề của album, "9 and Three Quarters (Run Away)" là một ca khúc synth-pop với những rung cảm về làn sóng mới, bao gồm một điệp khúc rock-pop. Bài hát nói về việc tìm thấy sức mạnh trong những khoảnh khắc thiêng liêng được sẻ chia giữa những người bạn, ám chỉ đến Nền tảng 9¾. '''Can't We Just Leave The Monster Alive?" và "Magic Island" là những bài hát điện tử trong khi "Roller Coaster" là một bản nhạc pop. "Popping Star" là một bản pop với giai điệu sôi động. "Angel or Devil" là một bản bouncy hip hop trong khi "20cm" là một " R &amp; B ballad ".

## Video âm nhạc
Video âm nhạc cho bài hát chủ đề "9 and Three Quarters (Run Away)" được phát hành vào ngày 21 tháng 10. Đoạn video miêu tả họ là những học sinh trung học được đưa đến một thế giới mới, nơi họ có được phép thuật và được là chính mình. Video âm nhạc được chỉ đạo và sản xuất bởi OUI.
Video âm nhạc cho "Magic Island" đã được phát hành vào ngày 17 tháng 11. Video có liên kết đến video trước "Nap of a star" và "9 vand Three Quarters (Run Away)". Đoạn video dài 14 phút giống như một đoạn phim ngắn, trong đó năm thành viên của nhóm được xem là những sinh viên cùng nhau phiêu lưu và được đưa đến một vùng đất thần tiên một cách bí ẩn. MV được chỉ đạo và sản xuất bởi Digipedi.
Video âm nhạc tiếp theo cho "Angel or Devil" được phát hành vào ngày 28 tháng 11. Video khám phá sự phân đôi của lời bài hát và tiêu đề của bài hát và nhấn mạnh vũ đạo năng lượng cao của các thành viên trong khi tranh luận là "Thiên thần hay ác quỷ".

## Quảng bá
Theo thông cáo báo chí, The Dream Chapter: Magic sẽ giới thiệu "câu chuyện thứ hai về những chàng trai theo đuổi ước mơ của họ." 

### Phát hành trước
Vào ngày 3 tháng 10, nhóm đã tung ra một đoạn video giới thiệu concept. Với tính thẩm mỹ đầy màu sắc của nhóm, các thành viên đã thực hiện vũ đạo "bất chấp trọng lực". Các thành viên đã được xem chơi các hình dạng và phối cảnh, các phép chiếu và đồ họa 3D trên bối cảnh của một bức tranh trống. Vào ngày 17 tháng 10, teaser chính thức của bài hát chủ đề của album "9 and Three Quarters (Run Away)" đã được phát hành. Đoạn video bắt đầu với cảnh Taehyun đứng giữa hành lang nơi có nhiều sinh viên ra vào. Cận cảnh các thành viên nhìn chằm chằm vào máy ảnh với đôi mắt sâu xuất hiện ở giữa video, tạo ra một bầu không khí bí ẩn. Các thành viên cũng thể hiện vũ đạo năng động.

### Biểu diễn trực tiếp
Vào ngày 21 tháng 10, TXT bắt đầu quảng bá "9 and Three Quarters (Run Away)", "New Rules" và "Angel or Devil" trên các chương trình âm nhạc của Hàn Quốc. Cùng ngày, họ đã tổ chức một buổi giới thiệu trực tiếp tại phòng hòa nhạc của Đại học Yonsei ở Seodaemun-gu, Seoul. Vào ngày 29 tháng 10, "9 and Three Quarters (Run Away)" đã giành được vị trí đầu tiên tại SBS MTV 's The Show.

## Tiếp tân quan trọng
—  T.H. from Billboard
Billboard mô tả album là một "khung cảnh thanh âm phức tạp, đa dạng được lấy cảm hứng từ chủ đề chính, với các yếu tố của groove, punk-pop, R&amp;B, house và một loạt các thể loại khác. Soobin, Yeonjun, Beomgyu, Taehyun và Huening Kai - chia sẻ nhiều khía cạnh hơn với bản thân khi là một trong những tân binh thú vị nhất năm nay. "  Trên MTV, Crystal Bell khen ngợi "sự kết hợp chiết trung giữa các thể loại" của album, "đa dạng hóa âm thanh của nhóm mà không làm mất hoàn toàn năng lượng đặc trưng và sự khởi sắc về phong cách của họ". Bài hát chủ đề "9 and Three Quarters (Run Away)" được xếp thứ 2 trên Dazed danh sách 20 ca khúc K-pop hay nhất của năm 2019 ' với tạp chí mô tả bài hát như "liên tục dệt và truyền với một cấp bách từ "that has" the undercurrents - chunky, trống nén và riff guitar chặt chẽ "được khuếch đại lên cấp độ rock của sân vận động, theo đuổi giai điệu thành một bản hợp ca rực rỡ, rực rỡ, nơi giọng hát của TXT bùng lên với sự kết hợp tuyệt vọng và nổi loạn ". Billboard đã đưa bài hát vào danh sách "25 bài hát K-pop hay nhất năm 2019: Lựa chọn của các nhà phê bình". "Magic Island" được MTV đưa vào danh sách "Những bản nhạc K-pop xuất sắc nhất năm 2019".

## Hiệu suất thương mại
The Dream Chapter: Magic đã ra mắt ở vị trí số 1 trên Gaon Album Chart, vượt qua doanh số 124.000 bản trong tuần đầu tiên. Đây là album đứng đầu bảng xếp hạng thứ hai của nhóm sau The Dream Chapter: Star. Album ra mắt ở vị trí thứ 3 trên bảng xếp hạng Billboard ' thế giới Albums Chart. Album cũng mở đầu ở vị trí thứ 6 trên Bảng xếp hạng Album của Heatseeker. Tổng cộng bốn bài hát trong album lọt vào bảng xếp hạng Billboard World Digital Songs với đĩa đơn dẫn đầu "9 và Three Quarters (Run Away)" ra mắt ở vị trí thứ 2. Ngoài ra, "New Rules" mở ở vị trí thứ 16, "20cm" ở vị trí thứ 18 và "Angel or Devil" ở vị trí thứ 21.

## Theo dõi danh sách
Các khoản tín dụng được chuyển thể từ hồ sơ album chính thức trên Naver.
| STT | Tên bài                                                                | Viết lời | Sản xuất     | Thời lượng |
| --- | ---------------------------------------------------------------------- | --- | ------------ | ---------- |
| 1   | "New Rules"                                                            | Supreme Boi, EL CAPITXN, Daniel Caesar, Ludwig Lindell, Jordan "DJ Swivel" Young, Candace Nicole Sosa, Max Lynedoch Graham, Matt Thomson, Wilhelm Börjesson, danke | Supreme Boi  | 2:54       |
| 2   | "9 and Three Quarters (Run Away)" (9와 4분의 3 승강장에서 너를 기다려) | "hitman" bang, Supreme Boi, Slow Rabbit, Melanie Joy Fontana, Michel 'Lindgren' Schulz, Andreas Carlsson, Pauline Skött, Peter St. James.                          | Slow Rabbit  | 3:31       |
| 3   | "Roller Coaster" (간지러워/So Itchy)                                   | "hitman" bang, Supreme Boi, Sam Klempner, Jacob Attwooll, Slow Rabbit, ADORA, Huening Kai, EL CAPITXN, 정바비                                                      | Sam Klempner | 3:34       |

## Nhân viên
| - Adora – digital editing, recording engineer, vocal arrangement, background vocals - Lauren Aquilina – background vocals - Jacob Attwooll- recording engineer, background vocals - "Hitman" Bang – production - TXT – primary vocals - Caesar & Loui – recording engineer, background vocals - El Capitxn – production, digital editing, recording engineer, keyboard, synthesizer, vocal arrangement - Jon Castelli - mix engineer - Hector Castillo - mix engineer, studio personnel - Melanie Joy Fontana – background vocals - Ingmar Carlsen – mixing assistance, studio personnel - DJ Riggins – recording assistance, studio personnel - Yang Ga - mix engineer, studio personnel - Ghstloop – digital editing - Jayrah Gibson – background vocals - John Haynes - mix engineer, studio personnel - Hi-Bye – background vocals - Hiss Noise – digital editing, synthesizer, vocal arrangement - Shae Jacobs – production, recording engineer, programming, background vocals, instruments - Jaycen Joshua – mix engineer, studio personnel - Nicole Kim – A&R | - Sam Klempner – production, bass, drums, recording engineer, keyboard, mix engineer, programming, synthesizer, background vocals, studio personnel - Jordan Kyle – production, drums, recording engineer, guitar, keyboard, synthesizer - Gia Lim – A&R - Randy Merill – mastering engineer, studio personnel - Pdogg – production, keyboard, synthesizer - Revine - digital editing - Jacob Richards - recording assistance, studio personnel - Mike Seaberg - recording assistance, studio personnel - Michel Lindgren Schulz – recording engineer - Slow Rabbit – production, digital editing, recording engineer, keyboard, programming, synthesizer, vocal arrangement - Soulman – background vocals - Supreme Boi – production, digital editing, keyboard, synthesizer, vocal arrangement - Peter Thomas – production, drums programming, recording engineer, guitar, piano, background vocals, whistle - Jake Torrey – engineering, background vocals - Wonderkid- production, digital editing, keyboard, synthesizer, vocal arrangement - Shinkung- production - X-Limit – background vocals - Hiju Yang – A&R - Jordan "DJ Swivel" Young – recording engineer, background vocals - Tiffany Young – guitar |

## Charts

### Biểu đồ hàng tuần
| Biểu đồ (2019)            | Chức vụ |
| ------------------------- | ------- |
| Album của Hàn Quốc (Gaon) | 27      |

| Phê bình / Xuất bản      | Danh sách                                   | Bài hát                           | Cấp | Tham chiếu |
| ------------------------ | ------------------------------------------- | --------------------------------- | --- | ---------- |
| Biển quảng cáo           | 25 bài hát K-pop hay nhất năm 2019          | "9 and Three Quarters (Run Away)" | 4   | [ 38 ]     |
| BuzzFeed                 | Video nhạc K-pop hay nhất năm 2019          | "9 and Three Quarters (Run Away)" | 6   | [ 25 ]     |
| BuzzFeed                 | 30 bài hát đã giúp định hình K-Pop năm 2019 | "9 and Three Quarters (Run Away)" | 6   | [ 39 ]     |
| Sững sờ                  | 20 bài hát K-pop hay nhất năm 2019          | "9 and Three Quarters (Run Away)" | 2   | [ 40 ]     |
| KultScene                | 50 bài hát K-pop hay nhất năm 2019          | "9 and Three Quarters (Run Away)" | 21  | [ 41 ]     |
| South China Morning Post | 10 bài hát K-pop hay nhất năm 2019          | "9 and Three Quarters (Run Away)" | 9   | [ 42 ]     |
| MTV                      | Những bản B-side K-pop hay nhất năm 2019    | "Magic Island"                    | 9   | [ 22 ]     |

| Bài hát                           | Chương trình       | Ngày                 | Ref.   |
| --------------------------------- | ------------------ | -------------------- | ------ |
| "9 and Three Quarters (Run Away)" | The Show (SBS MTV) | 29 tháng 10 năm 2019 | [ 43 ] |

## Doanh số album
| Chart                  | Doanh số |
| ---------------------- | -------- |
| Nhật Bản               | 5.600    |
| Hàn Quốc               | 202.302  |
| Hoa Kỳ (Nielsen Music) | 2.000    |

## Lịch sử phát hành
| Quốc gia       | Ngày                      | định dạng                     | Nhãn                     |
| -------------- | ------------------------- | ----------------------------- | ------------------------ |
| Nam Triều Tiên | Ngày 21 tháng 10 năm 2019 | CD digital download streaming | Big Hit Dreamus [ 37 ]   |
| Nhật Bản       | Ngày 21 tháng 10 năm 2019 | CD digital download streaming | Big Hit Universal [ 45 ] |
| Đa dạng        | Ngày 21 tháng 10 năm 2019 | Digital download streaming    | Big Hit [ 46 ]           |
| Hoa Kỳ         | Ngày 22 tháng 11 năm 2019 | CD                            | Big Hit Republic [ 47 ]  |
| Hoa Kỳ         | Ngày 6 tháng 12 năm 2019  | CD                            | Big Hit Republic [ 47 ]  |

1. ↑  Sanctuary version (green box)
2. ↑  Arcadia version (black box)